# Latridius latissimus
Latridius latissimus is een keversoort uit de familie schimmelkevers (Latridiidae). De wetenschappelijke naam van de soort werd in 1986 gepubliceerd door Wolfgang H. Rücker.